# باشگاه فوتبال ویمبلدون
باشگاه فوتبال ویمبلدون (به انگلیسی: Wimbledon F.C.) یک باشگاه فوتبال در شهر ویمبلدون (لندن)، کشور انگلستان بود که در سال ۱۸۸۹ میلادی تأسیس و در سال ۲۰۰۴ منحل شد. امتیاز باشگاه ویمبلدون از جنوب لندن به باشگاه فوتبال میلتون کینز دونز در باکینگهام‌شر منتقل شد.